# 廚師
廚師是指具備專業烹飪技術的人員，通常對料理技藝有高度嫻熟的掌握，並精通食物製作的各個環節。在現代社會中，多數廚師任職於對外營業的餐廳，亦有部分廚師專職服務於學校、宿舍、醫院、老人院等機構的膳食部門，少數則為特定客戶提供烹飪服務（如私人廚師或家庭廚師）。現代廚師通常需先於烹飪專業學校接受培訓並通過資格考核，以確保其具備符合標準的專業技能與食品安全知識。
廚師作為專業職業起源甚早，早在奴隸社會時期便已出現專職烹飪者。隨著社會物質條件與文明程度的提升，廚師行業持續發展，從業人數不斷增長。據相關統計資料顯示，至21世紀初，全球廚師總數已達數千萬之眾。
廚師的職業裝束中，最具標誌性的便是高聳的廚師帽。純白的色調不僅象徵潔淨無瑕，更代表著廚師這項專業職業的完美追求。

## 廚師等級

### 西式料理

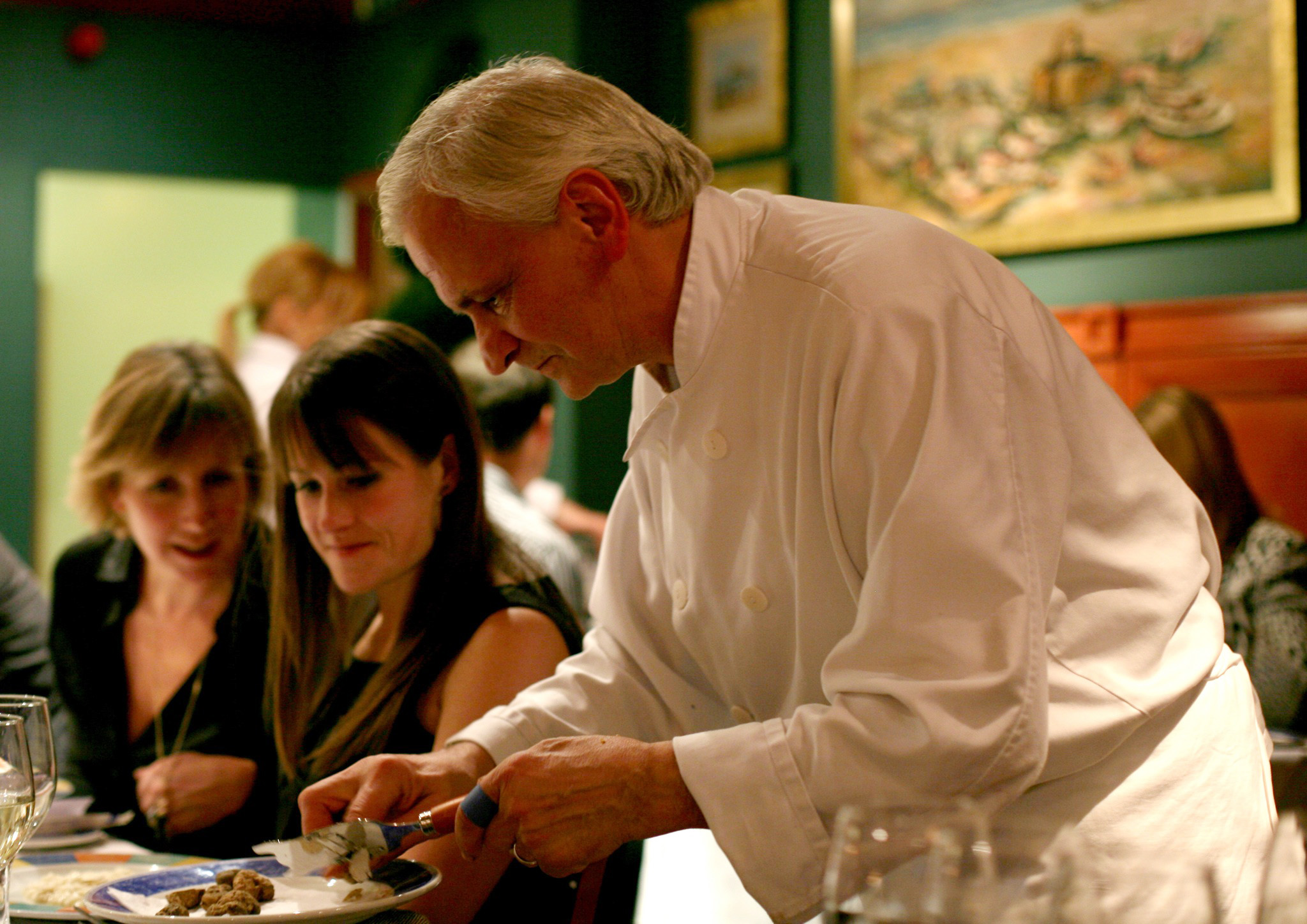
一名法國廚師正在為食客準備松露。

以下列出專業廚房工作人員的職位頭銜，每個頭銜可視為一個等級。這些職稱主要源自奧古斯特·埃科菲（Auguste Escoffier）的《廚房團隊》（Le Guide Culinaire），部分則依據廚師實際負責的工作內容而定。

#### 主廚
主廚是廚房中的最高管理者，負責菜單設計、人員調度、食材採購、庫存管理，以及餐廳整體風格的規劃。
職稱差異
- Chef de Cuisine（法語）：標準的主廚稱謂，強調廚藝與管理能力。
- Head Chef：更偏向行政主廚，可能同時管理多間廚房。
- Chef Manager：較口語化的稱呼，多用於非正式場合。

美國主廚認證（美國烹飪協會標準）
- 主廚執照（Certified Chef de Cuisine, CCC）
- 行政主廚執照（Certified Executive Chef, CEC）
- 大師主廚執照（Certified Master Chef, CMC）

#### 副主廚

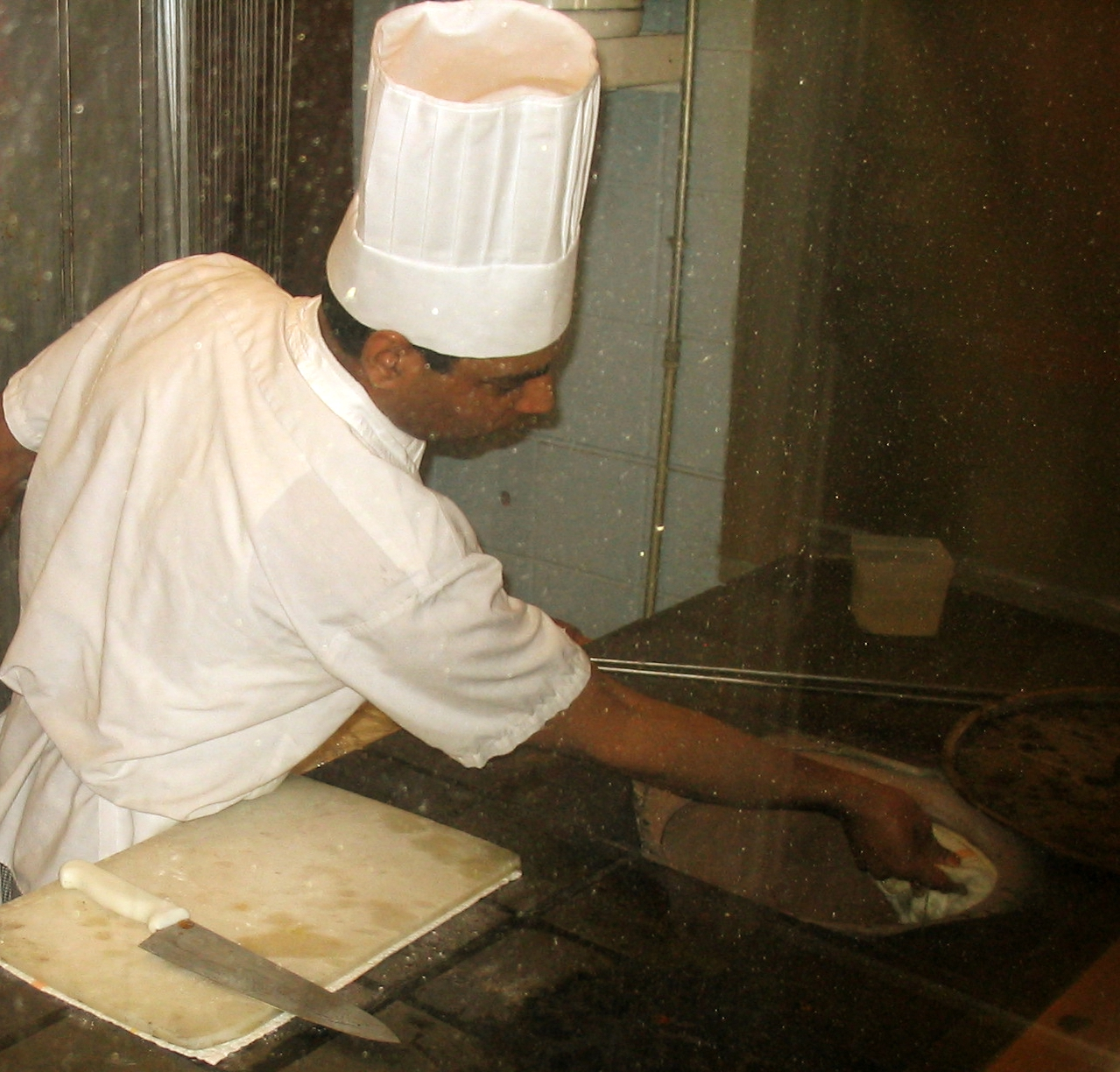
一個正在使用印度泥爐的廚師。

副主廚是廚房中的第二負責人，直接協助主廚工作，並在必要時代行其職權。主要職責包括：
- 主廚缺席時，調配廚房人力。
- 監督庫存管理、清潔維護及人員培訓。
- 在主管廚師（Station Chef）需要時提供支援。

備註：小型餐廳可能不設此職位，而大型餐廳則可能有多位副主廚分工。

#### 主管廚師
主管廚師負責管理廚房中的特定烹飪區域（如肉類、海鮮、甜點等）。其職責視廚房規模而定：
- 大型廚房：每位主管廚師可能下轄數名廚師或助理廚師。
- 小型廚房：主管廚師可能是該區域的唯一工作人員。

在流水線式廚房（Brigade System）中，主管廚師可再細分為：
- 第一廚師（First Cook）
- 第二廚師（Second Cook）
- 依此類推，層級取決於資歷與技術。

#### 助理廚師
助理廚師通常由新手擔任，主要工作包括：
- 協助其他廚師準備食材、烹飪及擺盤。
- 維持廚房環境的整潔與衛生。
- 在資深廚師指導下學習專業技能。

## 廚師類型
廚房內的烹飪區一般包括：
| 類型     | 職責                                                                                 |
| -------- | ------------------------------------------------------------------------------------ |
| 熱炒廚師 | 負責廚房內所有熱炒項目及醬汁調配。在主管廚師中佔最高地位。                           |
| 魚案廚師 | 準備魚類食材，負責魚類宰殺和基礎調味。魚案廚師通常會和熱炒廚師組合在一起。           |
| 烤煮廚師 | 負責蒸煮並燒烤肉類食材，并負責相應的醬汁調配。                                       |
| 燒烤廚師 | 負責燒烤所有食物。這個工作可能會給烤煮廚師做。                                       |
| 煎炸廚師 | 負責煎炸所有食物。這個工作可能會給烤煮廚師做。                                       |
| 蔬菜廚師 | 負責準備熱盤開胃菜，並烹製湯、菜、麵及澱粉類食物。                                   |
| 煮湯廚師 | 負責製作湯類。在小廚房裡，這個工作一般給蔬菜廚師做。                                 |
| 素菜廚師 | 負責烹飪蔬菜類。在小廚房裡，這個工作一般給蔬菜廚師做。                               |
| 茶飲廚師 | 負責製作冷盤開胃菜，如沙拉、冷盤、醬肉等熟食項目。                                   |
| 切肉師   | 負責切塊並預處理肉類和禽類（有時也包含魚類）。                                       |
| 點心師   | 烘焙糕點、蛋糕、麵包、甜點等食品。在大型餐廳裡，點心師可能會有自己獨立的團隊和廚房。 |
| 應急廚師 | 沒有固定安排，通常作為餐廳裡最緊急區域的應急人手。                                   |

## 厨师的历史

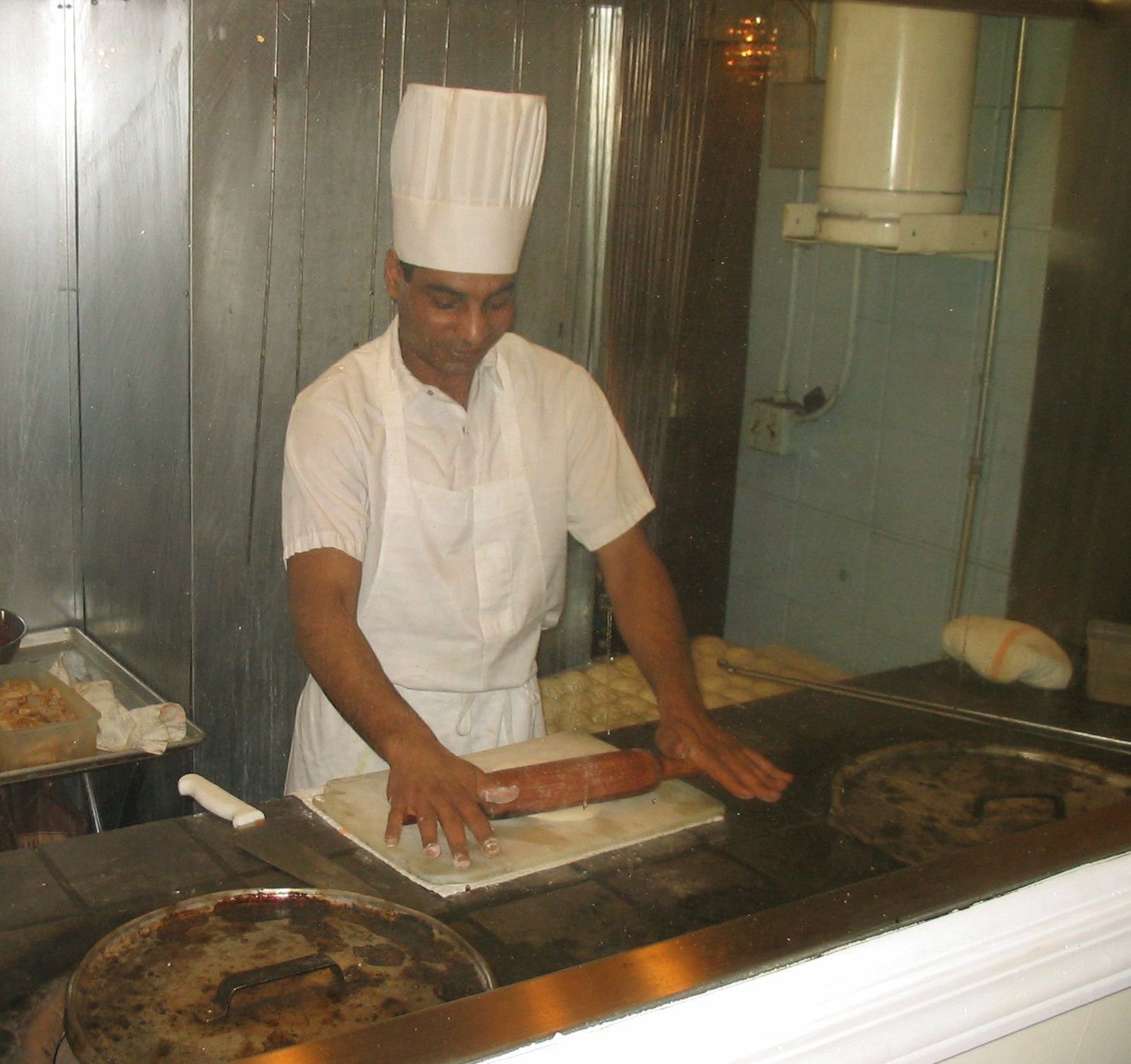
一位印度厨师在烤炉（Tandoor）前工作

厨师的职业应该和人类烹调同步出现。但在历史上多数时候厨师是比较低微的职业。所以虽然饮食艺术在很多国家的传统中占重要地位，真正动手烹调的厨师们却不见于史册。可考的厨师多是在权贵传记和美食家的记载中出现。

### 中国历史
上古传说帝尧的时候，彭铿因进献雉羹，尧便把彭城封给他，所以后世称他为彭祖，舜的时候，他从师尹寿子，学得真道，遂隐居武夷山，汉代楚辞专家王逸注曰： “彭铿，彭祖也。好和滋味，善斟雉羹，能事帝尧，帝尧美而飨食之也”。宋代洪兴祖补注曰：“彭祖姓钱名铿，帝颛顼玄孙，善养气， 能调鼎，进雉羹于尧，封于彭城”。 彭铿是彭部族的始祖，以后子孙繁衍，主要是他的“雉羹之道”可祖，便尊称他为彭祖，他的后裔就叫彭祖氏。彭祖的“雉羹之道”逐步发展成为“烹饪之道”，雉羹是中国典籍中 记载最早的名馔，被誉为“天下第一羹”。中国烹饪史略中称彭祖“是我国第一位著名的职业厨师”，而且是“寿命最长的厨师”，至今被尊为厨行的祖师爷。
中国古代最早有记载的厨师是商汤的私人厨师伊尹。
春秋时，厨师易牙曾蒸了自己的儿子给主君齐桓公品尝。庄子在《庄子·养生主》里讲了“庖丁解牛”的故事，借一位名叫「丁」的屠夫兼厨师，肢解牛的故事，来阐述哲学原理。
南宋的宋五嫂所制宋嫂鱼羹非常有名，《摭青杂记》记载她曾得到宋高宗的召见。
清朝的作家和美食家袁枚在《随员食单》中提到了萧美人、陶方伯夫人等厨师。另外他还写有中国历史的首篇厨师传记《厨者王小余传》。

### 朝鮮历史
16世纪的朝鮮王朝王室医师和食疗家長今。

### 西方历史

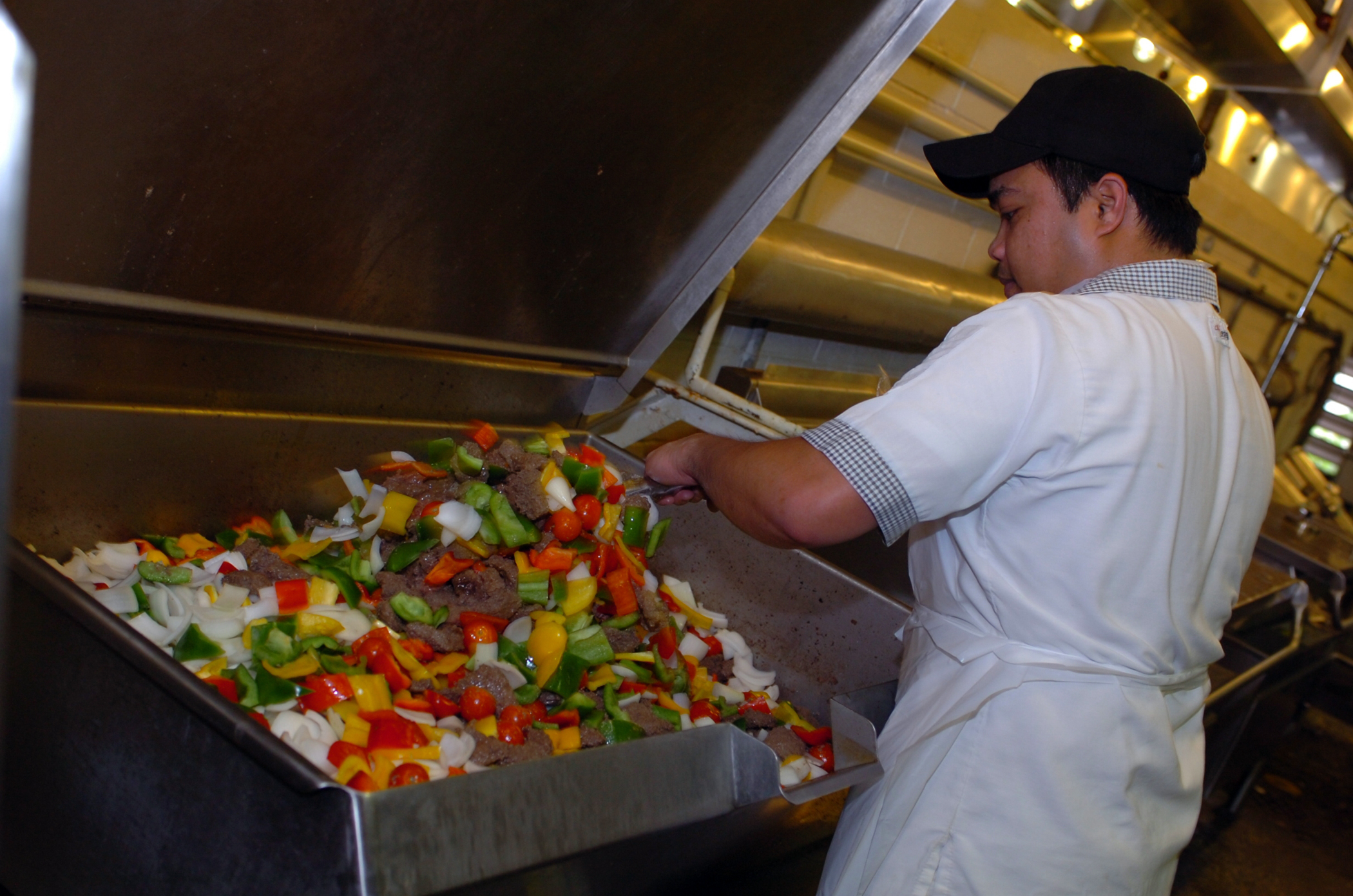
軍中伙夫兵

在古代欧洲，高级厨师们多为贵族所雇用。饭馆、旅店等公众用餐地方的烹调相对平庸。但到了法国大革命期间，贵族们很多被镇压或者出逃国外。这些厨师们只得改受雇于饭馆饭店等地，从而提高了平民饮食的精致程度。
英文裡的厨师称作，这个词直接来自法文，原意是头儿、主管。
现代厨师戴的白色高帽子是19世纪法国厨师Marie-Antoine Careme所创。白色象征厨房的洁净，厨师的等级越高帽子也越高。据说Carmene自己的帽子高达18英寸（45厘米）。

## 厨师的级别

### 美国
美国厨师协会（ACF）目前承认13种厨师级别：
- 总厨师长（Executive Chef）：负责厨房的总体管理，包括设计菜单、人事和商业方面。
- 私人厨师长（Personal Executive Chef）
- 面点厨师长（Executive Pastry Chef）
- 烹调管理员（Culinary Administrator）
- 副厨师长 （Sous Chef）：服务于厨师长，烹调之外要监管其他厨师。
- 司厨长（Chef de Cuisine）：直接负责食品烹调。
- 大厨/面点大厨 （Master Chef/Master Pastry Chef）
- 私人厨师（Personal Chef）
- 操作面点厨师（Working Pastry Chef）
- 烹调教师（Culinary Educator）：可就职于高等教育机构。
- 二级烹调教师（Secondary Culinary Educator）：可就职于高中级别的职业学校。
- 初级厨师（Culinarian）
- 初级面点厨师（Pastry Culinarian）

### 中国大陆
下列各类又分初级、中级、高级、技师和高级技师：
- 中式烹调师
- 中式面点师
- 中式烧腊师
- 西式烹调师
- 西式面点师

### 台湾
下列各类分乙级和丙级：
- 中餐烹調技術士
- 西餐烹調技術士
- 烘焙技術士 麵包、蛋糕
- 調酒技術士